# Roberto Lopes da Costa
Roberto Lopes da Costa (Bacabal, 6 oktober 1966) is een voormalig Braziliaans beachvolleyballer. Met Franco Neto won hij tweemaal het eindklassement van de FIVB World Tour en nam hij in 1996 deel aan de Olympische Spelen.

## Carrière

### 1990 tot en met 1996
Lopes speelde gedurende het grootste deel van zijn beachvolleybalcarrière samen met Franco Neto. Het tweetal debuteerde in februari 1990 met een derde plaats in Rio de Janeiro in de FIVB World Tour. Het seizoen daarop namen ze deel aan vier toernooien en behaalden daarbij een derde (Sète) en drie vijfde plaatsen (Lignano, Enoshima en Rio). In het seizoen 1991/92 deden ze mee aan drie internationale toernooien; ze eindigden tweemaal als derde in Sydney als derde en werden zevende in Rio. Een jaar later eindigde het tweetal in Rio op de vierde plaats. In het seizoen 1993/94 speelden Lopes en Neto drie internationale wedstrijden. Ze boekten twee overwinningen (Enoshima en Rio de Janeiro) en een tweede plaats (Miami) en wonnen daarmee het eindklassement van de World Tour.
Het daaropvolgende seizoen was Lopes actief op vier FIVB-toernooien. Met Paulão Moreira won hij in Enoshima en Carolina en met Neto werd hij eerste in Fortaleza en derde in Rio. In het seizoen 1995/96 namen Lopes en Neto deel aan zestien toernooien waarbij ze enkel toptienklasseringen noteerden. Ze behaalden acht zeges (Marbella, Clearwater, Busan, Enoshima, Espinho, La Baule, Fortaleza en Rio), twee tweede plaatsen (Berlijn en Bali), twee derde plaatsen (Lignano en Tenerife), drie vijfde plaatsen (Marseille, Hermosa Beach en Oostende) en een zevende plaats (Carolina). Daarmee won het duo voor de tweede keer het eindklassement van de World Tour. In 1996 speelden ze verder elf World Series-toernooien met twee overwinningen (Marseille en Jakarta), twee tweede plaatsen (Marbella en Hermosa Beach) en twee vierde plaatsen (Alanya en Carolina) als resultaat. Daarnaast had het duo zich als eerste geplaatst voor de Olympische Spelen in Atlanta. Lopes en Neto eindigden als negende nadat ze in de derde ronde verloren van het Spaanse tweetal Javier Bosma en Sixto Jiménez en in de herkansing werden uitgeschakeld door Jan Kvalheim en Bjørn Maaseide uit Noorwegen.

### 1997 tot en met 2007
Het jaar daarop kwamen ze bij tien reguliere FIVB-toernooien tot een tweede plaats in Espinho en twee vierde plaatsen in Lignano en Alanya. Bovendien namen ze deel aan de eerste wereldkampioenschappen beachvolleybal in Los Angeles, waar ze de achtste finale bereikten die ze verloren van hun landgenoten Paulão Moreira en Paulo Emilio. In 1998 was het duo voornamelijk actief in de AVP Tour waarin ze meededen aan negentien toernooien. Ze eindigden daarbij driemaal op de tweede (Daytona Beach, Cleveland en Minneapolis) en viermaal op de derde plaats (Cincinnati, Milwaukee, Atlanta en Hermosa Beach) eindigden. Daarnaast speelden ze in Rio en Vitória twee wedstrijden in de World Tour waar ze respectievelijk een derde en een tweede plaats behaalden. Het daaropvolgende seizoen waren ze actief op vier toernooien in de Amerikaanse competitie met een tweede plaats in Chicago als beste resultaat en vier reguliere toernooien op mondiaal niveau met een derde plaats in Vitória als beste resultaat. Het duo wist zich verder niet te plaatsen voor het hoofdtoernooi van de WK in Marseille. Bij de Pan-Amerikaanse Spelen in Winnipeg wonnen ze de bronzen medaille nadat ze in de troostfinale te sterk waren voor de Cubanen Ihosvany Chambers en Lazaro Milian Carvajal.
In 2000 speelden Lopes en Neto zes wedstrijden in de World Tour met een derde plaats in Macau en een vierde plaats Mar del Plata als beste resultaten. Daarnaast nam Lopes met Rogério Ferreira deel aan vier FIVB-toernooien en behaalde daarbij twee zevende plaatsen (Stavanger en Lignano). Het seizoen daarop bereikten Lopes en Neto bij vier van de zeven World Tour-toernooien de top tien; ze werden derde in Mallorca, vijfde in Vitória en zevende in Lignano en Oostende. In 2002 kwamen ze bij negen internationale toernooien tot een vierde (Gstaad), een vijfde (Klagenfurt) en drie negende plaatsen (Berlijn, Cádiz en Fortaleza). Na het seizoen ging het tweetal uit elkaar. In 2004 deed Lopes met Luiz Correa de Jesus mee aan het Open-toernooi van Salvador en in 2006 vormde hij een team met Pedro Solberg; het duo nam deel aan zes toernooien met een vierde plaats in Zagreb als beste resultaat. Het jaar daarop speelde hij met Fabio Guerra in Fortaleza zijn laatste wedstrijd in de World Tour.

## Palmares
Kampioenschappen
- 1996: 9e OS
- 1997: 9e WK
- 1999:  Pan-Amerikaanse Spelen

FIVB World Tour
- 1990:  Rio de Janeiro Open
- 1990:  Sète Open
- 1991:  Sydney Open
- 1992:  Sydney Open
- 1993:  Enoshima Open
- 1994:  Miami Open
- 1994:  Rio de Janeiro Open
- 1994:  FIVB World Tour
- 1994:  Enoshima Open

- 1994:  Carolina Open
- 1994:  Fortaleza Open
- 1995:  Rio de Janeiro Open
- 1995:  Marbella Open
- 1995:  Clearwater Open
- 1995:  Berlijn Open
- 1995:  Busan Open
- 1995:  Enoshima Open
- 1995:  Lignano Open
- 1995:  Espinho Open
- 1995:  La Baule Open
- 1995:  Tenerife Open
- 1995:  Fortaleza Open

- 1995:  Bali Open
- 1996:  Rio de Janeiro Open
- 1996:  FIVB World Tour
- 1996:  World Series Marbella
- 1996:  World Series Hermosa Beach
- 1996:  World Series Marseille
- 1996:  World Series Jakarta
- 1997:  Grand Slam Espinho
- 1998:  Rio de Janeiro Open
- 1998:  Vitória Open
- 1999:  Vitória Open
- 2000:  Macau Open
- 2001:  Mallorca Open